# Nancy Richey
Nancy Richey (San Angelo, Texas, 23 de agosto de 1942) é uma ex-tenista americana. Richey foi campeã do Aberto da Austrália em 1967 e do Torneio de Roland-Garros em 1968.

## Honras
Nancy Richey foi introduzida no Hall da Fama do Tênis em 2003.

## Grand Slam finais

### Simples: 6 (2 títulos, 4 vices)
| Resultado | Ano  | Campeonato       | Oponente             | Placar        |
| Vice      | 1966 | Australian Open  | Margaret Smith       | W.O.          |
| Vice      | 1966 | Aberto da França | Ann Haydon Jones     | 3–6, 1–6      |
| Vice      | 1966 | US Open          | Maria Bueno          | 3–6, 1–6      |
| Campeã    | 1967 | Australian Open  | Lesley Turner Bowrey | 6–1, 6–4      |
| Campeã    | 1968 | Aberto da França | Ann Haydon Jones     | 5–7, 6–4, 6–1 |
| Vice      | 1969 | US Open          | Margaret Court       | 2–6, 2–6      |

### Duplass: 6 (4 títulos, 2 vices)
| Resultado | Ano  | Campeonato       | Parceira        | Oponentes                       | Placar         |
| Campeã    | 1965 | US Open          | Carole Graebner | Billie Jean King Karen Hantze   | 6–4, 6–4       |
| Campeã    | 1966 | Australian Open  | Carole Graebner | Margaret Smith Lesley Turner    | 6–4, 7–5       |
| Campeã    | 1966 | Wimbledon        | Maria Bueno     | Margaret Smith Judy Tegart      | 6–3, 4–6, 6–4  |
| Campeã    | 1966 | US Open          | Maria Bueno     | Rosie Casals Billie Jean King   | 6–3, 6–4       |
| Vice      | 1967 | Wimbledon        | Maria Bueno     | Rosie Casals Billie Jean King   | 11–9, 4–6, 2–6 |
| Vice      | 1969 | Aberto da França | Margaret Smith  | Françoise Dürr Ann Haydon Jones | 0–6, 6–4, 5–7  |